# Cordicollis gracilis
Cordicollis gracilis – gatunek chrząszcza z rodziny nakwiatkowatych i podrodziny Anthicinae.
Gatunek ten został opisany po raz pierwszy w 1797 roku przez Georga W.F. Panzera jako Notoxus gracilis.
Chrząszcz o stosunkowo rzadko i krótko, przylegająco owłosionym ciele długości od 2,8 do 3,8 mm. Ubarwienie głowy i przedplecza ma czarne, rzadziej czerwonobrunatne, odnóży, czułków i głaszczków żółte, spodu ciała i tarczki ciemnobrunatne, zaś pokryw żółte z brunatnym, trochę zmiennym wzorem. Powierzchnię głowy i przedplecza bardzo gęsto pokrywają grube punkty, łączące się w podłużne bruzdy. Tak szeroka jak przedplecze głowa zaopatrzona jest w duże, ale niezbyt wyłupiaste oczy złożone. Cienkie czułki są dłuższe niż głowa i przedplecze razem wzięte. Przedplecze jest wypukłe, wyraźnie zwężone ku tyłowi, w części przedniej pozbawione guzków, a w części nasadowej z przewężeniem o formie łagodnego, łukowatego wcięcia. Podługowato-owalne pokrywy największą szerokość osiągają trochę za środkiem długości. Punkty na pokrywach są duże, ale wyraźnie oddzielone od siebie. Dymorfizm płciowy przejawia się obecnością u samców w połowie długości goleni tylnej pary odnóży dobrze widocznego ząbka.
Owad ten zamieszkuje niziny i pogórza, zasiedlając tam pobrzeża wód płynących i stojących, torfowiska i bagna. Imagines spotyka się przez cały rok, ale najliczniej w kwietniu i maju. Bytują pod rozkładającą się materią roślinną, w próchnie i pod napływkami popowodziowymi. Zimowanie odbywają w pochwach liściowych trzcin i pałek.
Gatunek zachodniopalearktyczny. W Europie stwierdzony został we Francji, Niemczech, Szwecji, Norwegii, Litwie, Austrii, Włoszech, Polsce, Czechach, Słowacji, na Węgrzech, Ukrainie, w Chorwacji, Grecji i Rosji. Północna granica zasięgu przebiega przez południową Skandynawię i Karelię. Poza Europą znany jest z Bliskiego Wschodu i Afryki Północnej. W Polsce jest rzadko spotykany, znany z nielicznych stanowisk.